# Coupe de Suède de football 1978-1979
La coupe de Suède de football 1978-1979 est la 24e édition de la coupe de Suède de football, organisée par la Fédération suédoise de football. Le tenant du titre, Malmö FF, est éliminé au sixième tour (huitièmes de finale) par un club de deuxième division, le Västerås SK FK. Västerås est battu en demi-finale par l'IFK Göteborg, qui remporte ensuite la finale et décroche sa première coupe de Suède.

## Phase finale
|  | Quarts de finale             | Quarts de finale          |                |   | Demi-finales            | Demi-finales            |  |  | Finale             | Finale             |
|  | Quarts de finale             | Quarts de finale          |                |   | Demi-finales            | Demi-finales            |  |  | Finale             | Finale             |
|  |                              |                           |                |   |                         |                         |  |  |                    |                    |
|  | 17 octobre 1978, Göteborg    | 17 octobre 1978, Göteborg |                |   | 26 avril 1979, Göteborg | 26 avril 1979, Göteborg |  |  | 24 mai 1979, Solna | 24 mai 1979, Solna |
|  | 17 octobre 1978, Göteborg    | 17 octobre 1978, Göteborg |                |   | 26 avril 1979, Göteborg | 26 avril 1979, Göteborg |  |  | 24 mai 1979, Solna | 24 mai 1979, Solna |
|  | BK Häcken                    | 1                         |                |   | 26 avril 1979, Göteborg | 26 avril 1979, Göteborg |  |  | 24 mai 1979, Solna | 24 mai 1979, Solna |
|  | BK Häcken                    | 1                         |                |   | 26 avril 1979, Göteborg | 26 avril 1979, Göteborg |  |  | 24 mai 1979, Solna | 24 mai 1979, Solna |
|  | IFK Göteborg                 | 5                         |                |   | 26 avril 1979, Göteborg | 26 avril 1979, Göteborg |  |  | 24 mai 1979, Solna | 24 mai 1979, Solna |
|  | IFK Göteborg                 | 5                         | IFK Göteborg   | 1 |                         |                         |  |  | 24 mai 1979, Solna | 24 mai 1979, Solna |
|  | 27 septembre 1978, Västerås  |                           | IFK Göteborg   | 1 |                         |                         |  |  | 24 mai 1979, Solna | 24 mai 1979, Solna |
|  |                              | Västerås SK FK            | 0              |   |                         |                         |  |  | 24 mai 1979, Solna | 24 mai 1979, Solna |
|  | Västerås SK FK               | Västerås SK FK            | 0              | 4 |                         |                         |  |  | 24 mai 1979, Solna | 24 mai 1979, Solna |
|  | Västerås SK FK               |                           |                | 4 |                         |                         |  |  | 24 mai 1979, Solna | 24 mai 1979, Solna |
|  | Sandvikens IF                | 1                         |                |   |                         |                         |  |  | 24 mai 1979, Solna | 24 mai 1979, Solna |
|  | Sandvikens IF                | 1                         | IFK Göteborg   | 6 |                         |                         |  |  |                    |                    |
|  | 9 avril 1979, Solna          |                           | IFK Göteborg   | 6 |                         |                         |  |  |                    |                    |
|  |                              | Åtvidabergs FF            | 1              |   |                         |                         |  |  |                    |                    |
|  | Åtvidabergs FF               | Åtvidabergs FF            | 1              | 1 |                         |                         |  |  |                    |                    |
|  | Åtvidabergs FF               | 26 avril 1979, Åtvidaberg |                | 1 |                         |                         |  |  |                    |                    |
|  | IK Brage                     | 0                         |                |   |                         |                         |  |  |                    |                    |
|  | IK Brage                     | 0                         | Åtvidabergs FF | 2 |                         |                         |  |  |                    |                    |
|  | 27 septembre 1978, Stockholm |                           | Åtvidabergs FF | 2 |                         |                         |  |  |                    |                    |
|  |                              | Hammarby IF               | 1              |   |                         |                         |  |  |                    |                    |
|  | Hammarby IF                  | Hammarby IF               | 1              | 5 |                         |                         |  |  |                    |                    |
|  | Hammarby IF                  |                           |                | 5 |                         |                         |  |  |                    |                    |
|  | IFK Sundsvall                | 3                         |                |   |                         |                         |  |  |                    |                    |
|  | IFK Sundsvall                | 3                         |                |   |                         |                         |  |  |                    |                    |

### Quarts de finale
| Date et lieu                 | Équipe 1            | Score | Équipe 2           | Affluence |
| ---------------------------- | ------------------- | ----- | ------------------ | --------- |
| 17 octobre 1978, Göteborg    | BK Häcken (D2)      | 1 – 5 | IFK Göteborg (D1)  | 9 089     |
| 27 septembre 1978, Stockholm | Hammarby IF (D1)    | 5 – 3 | IFK Sundsvall (D2) | 962       |
| 27 septembre 1978, Västerås  | Västerås SK FK (D1) | 4 – 1 | Sandvikens IF (D2) | 1 560     |
| 9 avril 1979, Solna          | Åtvidabergs FF (D1) | 1 – 0 | IK Brage (D2)      | 611       |

### Demi-finales
| Date et lieu              | Équipe 1            | Score      | Équipe 2            | Affluence |
| ------------------------- | ------------------- | ---------- | ------------------- | --------- |
| 26 avril 1979, Göteborg   | IFK Göteborg (D1)   | 1 – 0      | Västerås SK FK (D1) | 3 819     |
| 26 avril 1979, Åtvidaberg | Åtvidabergs FF (D1) | 2 – 1 a.p. | Hammarby IF (D1)    | 1 250     |

### Finale
| Finale      | IFK Göteborg | 6 – 1   | Åtvidabergs FF | Råsunda (Solna)                               |                                               |
| 24 mai 1979 | Glenn Strömberg 7e · Tommy Holmgren 17e 28e · Ralf Edström 24e · Karl Engquist 26e (csc) · Torbjörn Nilsson 43e | (6 – 0) | Leif Johansson 69e | Spectateurs : 9 457 Arbitrage : Rolf Ericsson | Spectateurs : 9 457 Arbitrage : Rolf Ericsson |
| 24 mai 1979 | Odd Lindberg – Glenn Schiller (sv), Glenn Hysén, Conny Karlsson, Reine Olausson – Glenn Strömberg, Olle Nordin, Ralf Edström ( 59e Jerry Carlsson (sv)), Glenn Holm (sv) – Torbjörn Nilsson, Tommy Holmgren ( 65e Anders Ahlberg) | Équipes | Thomas Wernersson – Stephan Kullberg (sv), Karl Engquist, Finn Donnerborg, Tony Andreasson – Glenn Martindahl (sv) ( 55e Karl-Axel Nygårds), Göran Johansson, Conny Jacobsson ( 46e Leif Thell), Conny Torstensson – Göran E. Karlsson, Leif Johansson | Spectateurs : 9 457 Arbitrage : Rolf Ericsson | Spectateurs : 9 457 Arbitrage : Rolf Ericsson |